# Roelof Meijers
Roelof Meijers (Dordrecht, 28 maart 1900 - ?) was een Nederlands politicus van de PvdA.
Hij werd geboren als zoon van Anthonie Meijers (1864-1942) en Gepka Magreta Lukkien (1869-1954). Hij is in de zomer van 1920 geslaagd voor het eindexamen voor de 'Nederlandsch-Indische administratieve dienst' en later dat jaar getrouwd met Petronella van Rijswijk. Het jaar erop ging hij als adspirant-controleur werken bij de Binnenlands Bestuur in Nederlands-Indië. In 1922 werd hij controleur in de residentie Riouw en onderhorigheden en zes jaar later was hij opgeklomen tot assistent-resident. Zijn echtgenote overleed in 1926 en in 1929 is hij per volmacht getrouwd met Jacoba van Rijswijk, een zus van zijn eerdere echtgenote. Tijdens de Tweede Wereldoorlog was hij geïnterneerd en zijn vrouw overleed in 1944 in een jappenkamp. Hij keerde in 1946 terug naar Nederland en vestigde zich in Schoonhoven waar hij in 1948 opnieuw is getrouwd. Meijers was gemeenteraadslid in Schoonhoven maar hij was ook bestuurslid van de Nederlands-Indische Bond van Ex-krijgsgevangenen en Geïnterneerden (NIBEG). Hij werd in 1952 benoemd tot burgemeester van Krimpen aan de Lek en in april 1965 ging hij daar met pensioen.